# Liste der Baudenkmäler in Langenfeld (Rheinland)
Die Liste der Baudenkmäler in Langenfeld (Rheinland) enthält die denkmalgeschützten Bauwerke auf dem Gebiet der Stadt Langenfeld (Rheinland) im Kreis Mettmann in Nordrhein-Westfalen (Stand: Oktober 2019). Diese Baudenkmäler sind in der Denkmalliste der Stadt Langenfeld (Rheinland) eingetragen; Grundlage für die Aufnahme ist das Denkmalschutzgesetz Nordrhein-Westfalen (DSchG NRW).

## Baudenkmäler
Baudenkmäler sind „Denkmäler, die aus baulichen Anlagen oder Teilen baulicher Anlagen bestehen“. Die Denkmalliste der Stadt Langenfeld (Rheinland) umfasst 70 Baudenkmäler, darunter 33 Wohnhäuser, 14 landwirtschaftliche Anlagen, neun Kleindenkmäler, sieben Kirchen, vier öffentliche Gebäude, zwei Adelssitze sowie ein Friedhof. Von den insgesamt 70 Baudenkmälern befinden sich 21 in Reusrath, 20 in Immigrath, zwölf in Wiescheid, zehn in Richrath und acht in Berghausen. (Die Siedlung „Steinrausch“ erstreckt sich sowohl auf Immigrath wie auf Richrath.)
Weiterhin sind fünf Objekte in Teil B der Denkmalliste der Stadt Langenfeld (Rheinland) als Bodendenkmäler eingetragen. Für sie existiert eine eigene Liste.
Die Liste der Baudenkmäler ordnet diese gruppenweise alphabetisch innerhalb der ebenfalls alphabetisch geordneten fünf Ortschaften. Die Liste umfasst falls vorhanden eine Fotografie des Denkmals, als Bezeichnung falls vorhanden den Namen, sonst kursiv den Gebäudetyp, die Ortschaft in der das Baudenkmal liegt und falls bekannt die Adresse, in einigen Fällen eine kurze Beschreibung, sowie die Eintragungsnummer der unteren Denkmalbehörde der Stadt Langenfeld (Rheinland). Der Name entspricht dabei der Bezeichnung durch die untere Denkmalbehörde der Stadt Langenfeld (Rheinland). Abkürzungen wurden zum besseren Verständnis aufgelöst, die Typografie an die in der Wikipedia übliche angepasst und Tippfehler korrigiert.
| Bild                        | Bezeichnung                                | Lage                                                  | Beschreibung | Bauzeit | Eingetragen seit | Denkmal- nummer |
| --------------------------- | ------------------------------------------ | ----------------------------------------------------- | --- | ------- | ---------------- | --------------- |
| BW                          | Kellergewölbe der Hofanlage                | Berghausen Alt Langenfeld 145 Karte                   | teilweise |         |                  | B 064           |
| Wasserturm                  | Wasserturm                                 | Berghausen Am Schiefers Grund Karte                   | neben Am Schiefers Grund 17 |         |                  | B 077           |
| weitere Bilder              | Wohnhaus mit Werksteingewänden             | Berghausen Baumberger Straße 13 Karte                 | |         |                  | B 060           |
| weitere Bilder              | Wohnhaus mit Stallanbau                    | Berghausen Düsseldorfer Straße 226 Karte              | |         |                  | B 082           |
| weitere Bilder              | Wegekreuz                                  | Berghausen In den Höfen Karte                         | |         |                  | B 020           |
| weitere Bilder              | Hofanlage                                  | Berghausen In den Höfen 34 Karte                      | |         |                  | B 019           |
| Hofanlage                   | Hofanlage                                  | Berghausen Mühlenweg 7 Karte                          | |         |                  | B 018           |
| weitere Bilder              | katholische Pfarrkirche Sankt Paulus       | Berghausen Treibstraße 25 Karte                       | |         |                  | B 070           |
| weitere Bilder              | Fachwerkgebäude                            | Berghausen Weißenstein 51 Karte                       | |         |                  | B 001           |
| Siedlung „Martinplatz“      | Siedlung „Martinplatz“                     | Immigrath Karte                                       | 61 Gebäude und Freiflächen |         |                  | B 075           |
| Siedlung „Steinrausch“      | Siedlung „Steinrausch“                     | Immigrath / Richrath Karte                            | 29 Gebäude und Freiflächen |         |                  | B 073           |
| weitere Bilder              | ehemaliges Bahnhofsgebäude                 | Immigrath Bahnhofstraße 40 Karte                      | |         |                  | B 069           |
| weitere Bilder              | Wegestundenstein                           | Immigrath Berliner Platz Karte                        | |         |                  | B 059           |
| weitere Bilder              | Berliner Bär                               | Immigrath Berliner Platz Karte                        | |         |                  | B 080           |
| weitere Bilder              | „Haus Wagner“                              | Immigrath Düsseldorfer Straße 2 Karte                 | |         |                  | B 011           |
| weitere Bilder              | Postgeschichte-Museum Wegestundenstein     | Immigrath Freiherr-vom-Stein-Straße Karte             | |         |                  | B 061           |
| weitere Bilder              | Teil der Hofanlage                         | Immigrath Gladbacher Hof 1 Karte                      | |         |                  | B 056           |
| weitere Bilder              | Teil der Hofanlage                         | Immigrath Gladbacher Hof 2, 3 Karte                   | |         |                  | B 057           |
| weitere Bilder              | Hofanlage                                  | Immigrath Gladbacher Straße 90 Karte                  | |         |                  | B 055           |
| weitere Bilder              | Fachwerkgebäude                            | Immigrath Grünstraße 9 Karte                          | |         |                  | B 039           |
| weitere Bilder              | Fachwerkgebäude                            | Immigrath Grünstraße 11 Karte                         | |         |                  | B 040           |
| weitere Bilder              | evangelische Pfarrkirche/Erlöserkirche     | Immigrath Hardt 23 Karte                              | |         |                  | B 072           |
| weitere Bilder              | katholisches Jugendheim                    | Immigrath Josefstraße 2 Karte                         | Backsteingebäude |         |                  | B 012           |
| weitere Bilder              | Villa Gerlach                              | Immigrath Knipprather Straße 7 Karte                  | |         |                  | B 081           |
| weitere Bilder              | „Villa Berger“                             | Immigrath Rheindorfer Straße 3 Karte                  | bürgerliche Villa |         |                  | B 074           |
| „Haus Arndt“                | „Haus Arndt“                               | Immigrath Solinger Straße 2 Karte                     | Fachwerkgebäude und Nebengebäude |         |                  | B 010           |
| weitere Bilder              | katholisches Pfarramt                      | Immigrath Solinger Straße 17 Karte                    | Backsteingebäude |         |                  | B 038           |
| weitere Bilder              | katholische Pfarrkirche Sankt Josef        | Immigrath Solinger Straße 19 Karte                    | |         |                  | B 037           |
| weitere Bilder              | Fachwerkgebäude                            | Immigrath Zur Bleiche 4 Karte                         | |         |                  | B 065           |
| weitere Bilder              | Fachwerkgebäude                            | Immigrath Zur Bleiche 6 Karte                         | |         |                  | B 066           |
| weitere Bilder              | Fachwerkgebäude                            | Immigrath Zur Bleiche 8 Karte                         | |         |                  | B 067           |
| weitere Bilder              | Wegekreuz Dückeburg                        | Reusrath Alte Schulstraße Karte                       | |         |                  | B 013           |
| weitere Bilder              | Wegekreuz Virneburg                        | Reusrath Alte Schulstraße Karte                       | |         |                  | B 014           |
| weitere Bilder              | Fachwerkgebäude                            | Reusrath Am Markt 16 Karte                            | |         |                  | B 062           |
| weitere Bilder              | ehemalige Wasserburg Dückeburg             | Reusrath Dückeburg 1 Karte                            | |         |                  | B 007           |
| weitere Bilder              | Fachwerkgebäude                            | Reusrath Gartenstraße 22 Karte                        | |         |                  | B 043           |
| weitere Bilder              | Fachwerkgebäude                            | Reusrath Gartenstraße 24 Karte                        | |         |                  | B 044           |
| weitere Bilder              | bergisches Schieferhaus                    | Reusrath Grünewaldstraße 31 Karte                     | |         |                  | B 045           |
| Wegestock                   | Wegestock                                  | Reusrath Grünewaldstraße/Rheindorfer Straße Karte     | |         |                  | B 049           |
| weitere Bilder              | Fachwerkgebäude mit Scheune                | Reusrath Hapelrath 5 Karte                            | |         |                  | B 016           |
| weitere Bilder              | Fachwerkgebäude mit Stallgebäude           | Reusrath Hapelrath 6 Karte                            | |         |                  | B 068           |
| weitere Bilder              | Rheinische Landesklinik und Freiflächen    | Reusrath Kölner Straße 82 Karte                       | |         |                  | B 050           |
| weitere Bilder              | '"Gutshof"' Galkhausen                     | Reusrath Kölner Straße 82                             | im Norden des LVR-Klinikgeländes gelegen |         |                  | B 051           |
| weitere Bilder              | Anstaltskirche                             | Reusrath Kölner Straße 82 Karte                       | |         |                  | B 052           |
| weitere Bilder              | ehemalige Hofanlage                        | Reusrath Opladener Straße 133 Karte                   | |         |                  | B 046           |
| weitere Bilder              | Hofanlage Gut Hecke                        | Reusrath Opladener Straße 197 Karte                   | |         |                  | B 008           |
| weitere Bilder              | Hofanlage                                  | Reusrath Steinstraße 11, 13 Karte                     | |         |                  | B 047           |
| weitere Bilder              | ehemaliges Pastorat der Kirche St. Barbara | Reusrath Trompeter Straße 11 Karte                    | |         |                  | B 079           |
| weitere Bilder              | katholische Pfarrkirche Sankt Barbara      | Reusrath Trompeter Straße 13 Karte                    | |         |                  | B 048           |
| weitere Bilder              | Fachwerkgebäude                            | Reusrath Trompeter Straße 35 Karte                    | |         |                  | B 004           |
| weitere Bilder              | evangelische Pfarrkirche „Martin Luther“   | Reusrath Trompeter Straße 36 Karte                    | |         |                  | B 009           |
| ehemaliges Pfarrhaus        | ehemaliges Pfarrhaus                       | Reusrath Trompeter Straße 38 Karte                    | |         |                  | B 002           |
| weitere Bilder              | Portalgitter                               | Reusrath Virneburgstraße 2 Karte                      | |         |                  | B 017           |
| weitere Bilder              | jüdischer Friedhof                         | Richrath Am Schwarzen Weiher/Ecke Klosterstraße Karte | |         |                  | B 071           |
| weitere Bilder              | Kriegerdenkmal                             | Richrath Berghausener Straße/Winkelsweg Karte         | |         |                  | B 021           |
| weitere Bilder              | Wegekreuz                                  | Richrath Berghausener Straße/Winkelsweg Karte         | |         |                  | B 022           |
| weitere Bilder              | Hofanlage Neuenhof                         | Richrath Hildener Straße 12 Karte                     | |         |                  | B 023           |
| weitere Bilder              | Hofanlage Neuenhof                         | Richrath Hildener Straße 14 Karte                     | |         |                  | B 024           |
| weitere Bilder              | Ehemalige Evangelische Volksschule         | Richrath Kaiserstraße 12 a Karte                      | |         |                  | B 078           |
| Passionskreuz               | Passionskreuz                              | Richrath Kaiserstraße 47 Karte                        | |         |                  | B 032           |
| Hofanlage Riethrather Mühle | Hofanlage Riethrather Mühle                | Richrath Rietherbach 61 Karte                         | |         |                  | B 015           |
| weitere Bilder              | Turm der Pfarrkirche Sankt Martin          | Richrath Wolfhagener Straße 2 Karte                   | |         |                  | B 005           |
| weitere Bilder              | ehemaliges Pastorat                        | Richrath Zehntenweg 46 Karte                          | |         |                  | B 076           |
| weitere Bilder              | Fachwerkgebäude                            | Wiescheid An den Irlen 6 Karte                        | |         |                  | B 063           |
| weitere Bilder              | Fachwerkgebäude                            | Wiescheid An den Irlen 8 Karte                        | |         |                  | B 028           |
| weitere Bilder              | Fachwerkgebäude                            | Wiescheid Feldhausen 20 Karte                         | Fachwerkhauskomplex Feldhausen 20/22/24: Nr. 20 umfasst die linke straßensichtige Giebelhälfte in einer Tiefe von etwa einem Drittel der Firstlinie  |         |                  | B 026           |
| weitere Bilder              | Fachwerkgebäude                            | Wiescheid Feldhausen 22 Karte                         | Fachwerkhauskomplex Feldhausen 20/22/24: Nr. 22 umfasst die rechte straßensichtige Giebelhälfte in einer Tiefe von etwa einem Drittel der Firstlinie |         |                  | B 054           |
| weitere Bilder              | Fachwerkgebäude                            | Wiescheid Feldhausen 24 Karte                         | Fachwerkhauskomplex Feldhausen 20/22/24: Nr. 24 umfasst auf voller Breite die rückwärtigen zwei Drittel des Komplexes                                |         |                  | B 027           |
| weitere Bilder              | ehemalige Wasserburg Haus Graven           | Wiescheid Graf-von-Mirbach-Weg 1 Karte                | |         |                  | B 006           |
| weitere Bilder              | ehemalige Hofanlage                        | Wiescheid Im Mutscheid 3 Karte                        | |         |                  | B 053           |
| Fachwerkgebäude             | Fachwerkgebäude                            | Wiescheid Kirchstraße 63 Karte                        | |         |                  | B 035           |
| weitere Bilder              | Fachwerkgebäude                            | Wiescheid Oststraße 25 Karte                          | |         |                  | B 033           |
| weitere Bilder              | Fachwerkgebäude                            | Wiescheid Zum Klosterbusch 8 Karte                    | |         |                  | B 029           |
| weitere Bilder              | Fachwerkgebäude                            | Wiescheid Zum Klosterbusch 10 Karte                   | |         |                  | B 030           |
| weitere Bilder              | Fachwerkgebäude                            | Wiescheid Zum Klosterbusch 12 Karte                   | |         |                  | B 031           |